# 移民組織B
移民組織B是指1920年至1948年期间偷渡到巴勒斯坦託管地的犹太人。這些非法移民中的大多数人是逃离納粹德國的难民，由於1939年白皮书限制了每年合法移民到巴勒斯坦託管地的犹太人人數，所以有很多猶太人試圖偷渡到巴勒斯坦託管地。1939年至1948年期间，英國對合法猶太移民的數量限制進一步增加。犹太复国主义组织曾協助歐洲的猶太人偷渡到巴勒斯坦託管地。
在此期間有超过10万人试图非法进入巴勒斯坦託管地。其中搭載非法移民的船只累計有120艘，一共航行了142次，而且超过一半的船隻被英国巡逻队拦截。大多数被拦截的非法移民被送往位於塞浦路斯的拘留营，英國在塞浦路斯一共關押了5萬試圖偷渡到巴勒斯坦地區的非法移民。有些非法移民被送往巴勒斯坦地區的拘留营，還有些被送往毛里求斯。超过1,600人在偷渡時淹死。只有几千人真正进入巴勒斯坦地區。